# Ujjain (district)
Ujjain is een district van de Indiase staat Madhya Pradesh. Het district telt 1.709.885 inwoners (2001) en heeft een oppervlakte van 6091 km².
Het district maakt deel uit van de gelijknamige divisie Ujjain. De bevolking is in de tien jaar tussen 1991 en 2001 met 24% toegenomen van 1.386.465 inwoners in 1991 tot 1.709.885 inwoners in 2001.
Het district wordt begrensd door de districten van Shajapur in het noordoosten en oosten, Dewas in het zuidoosten, Indore in het zuiden, Dhar in het zuidwesten, en Ratlam in het westen en noordwesten.
Hoofdstad: Bhopal
Districten: